# Kaprun
Kaprun je obec v Rakousku ležící ve spolkové zemi Salcbursko v okrese Zell am See. Jde o známé středisko zimních sportů a turistiky.

## Geografie
Nachází se v údolí řeky Salzach na severním okraji Vysokých Taur. Část jejího katastru spadá do Národního parku Vysoké Taury. Jižně od obce se vypínají mohutné štíty Kitzsteinhornu (3203 m) a Grosses Wiesbachhornu (3570 m).

## Historie
První písemná zmínka o obci pochází z roku 931, je uváděn jako Chataprunnin v Codexu Odalberti. Nad obcí byl ve 12. století vybudován hrad. Jinak se po staletí Kaprun vyvíjel jako horská vesnice. Během druhé světové války začala být nad vesnicí budována přečerpávací vodní elektrárna. Pracovali na ní totálně nasazení z Belgie a dalších okupovaných území. Dokončena byla až po válce, její dostavba (jedna z přehrad) byla financována z Marshallova plánu. V druhé polovině 20. století je rozvoj obce spojen zejména s rychle se rostoucím turistickým ruchem. Poté, co byla v roce 1965 otevřena lanovka k ledovci na severních svazích Kitzsteinhornu, stal se prvním rakouským ledovcovým lyžařským střediskem. Pozemní lanová dráha byla otevřena v roce 1974. Lanovka se v roce 2000 stala dějištěm požáru při němž zahynulo 155 lidí.

## Turistické zajímavosti
- lyžařské středisko Kitzsteinhorn
- přehradní jezero Mooserboden, náležící do komplexu kaprunské vodní elektrárny
- kaprunský hrad
- soutěska Sigmund-Thun-Klamm – hloubka 32 metrů, délka 320 metrů
- lázeňský komplex Tauren Spa otevřený v roce 2010, druhý největší komplex svého druhu v Rakousku

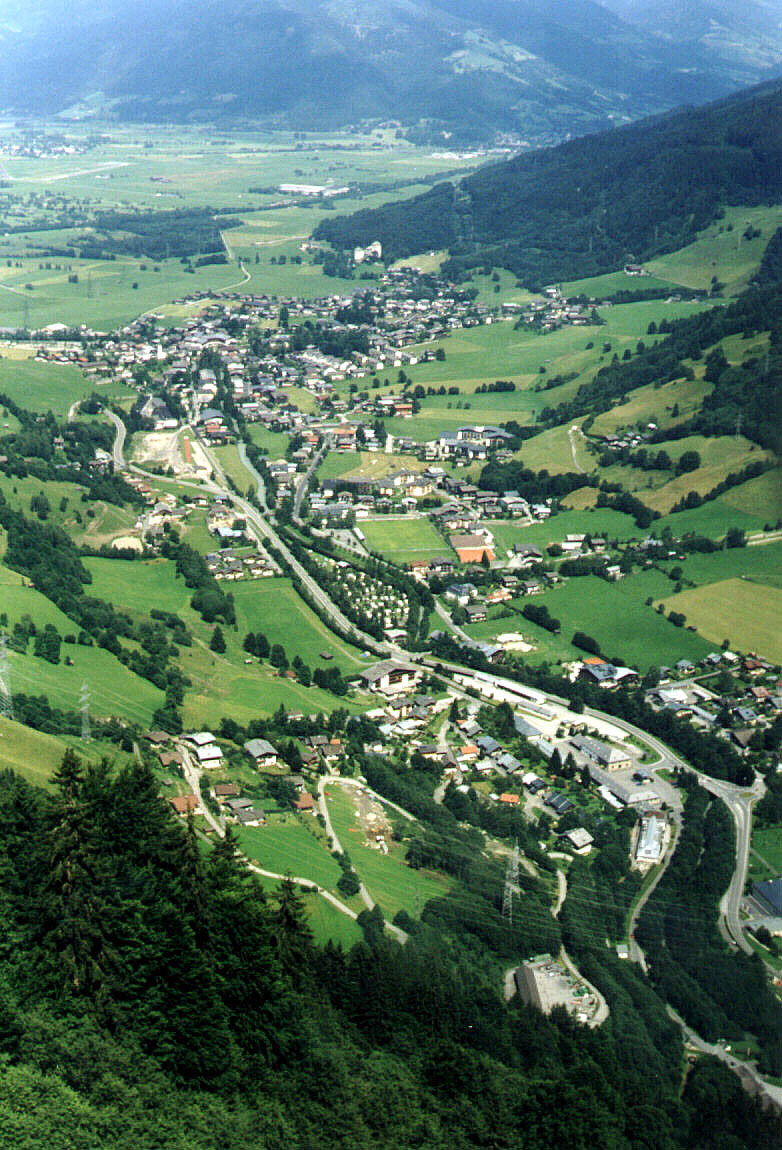
pohled na obec

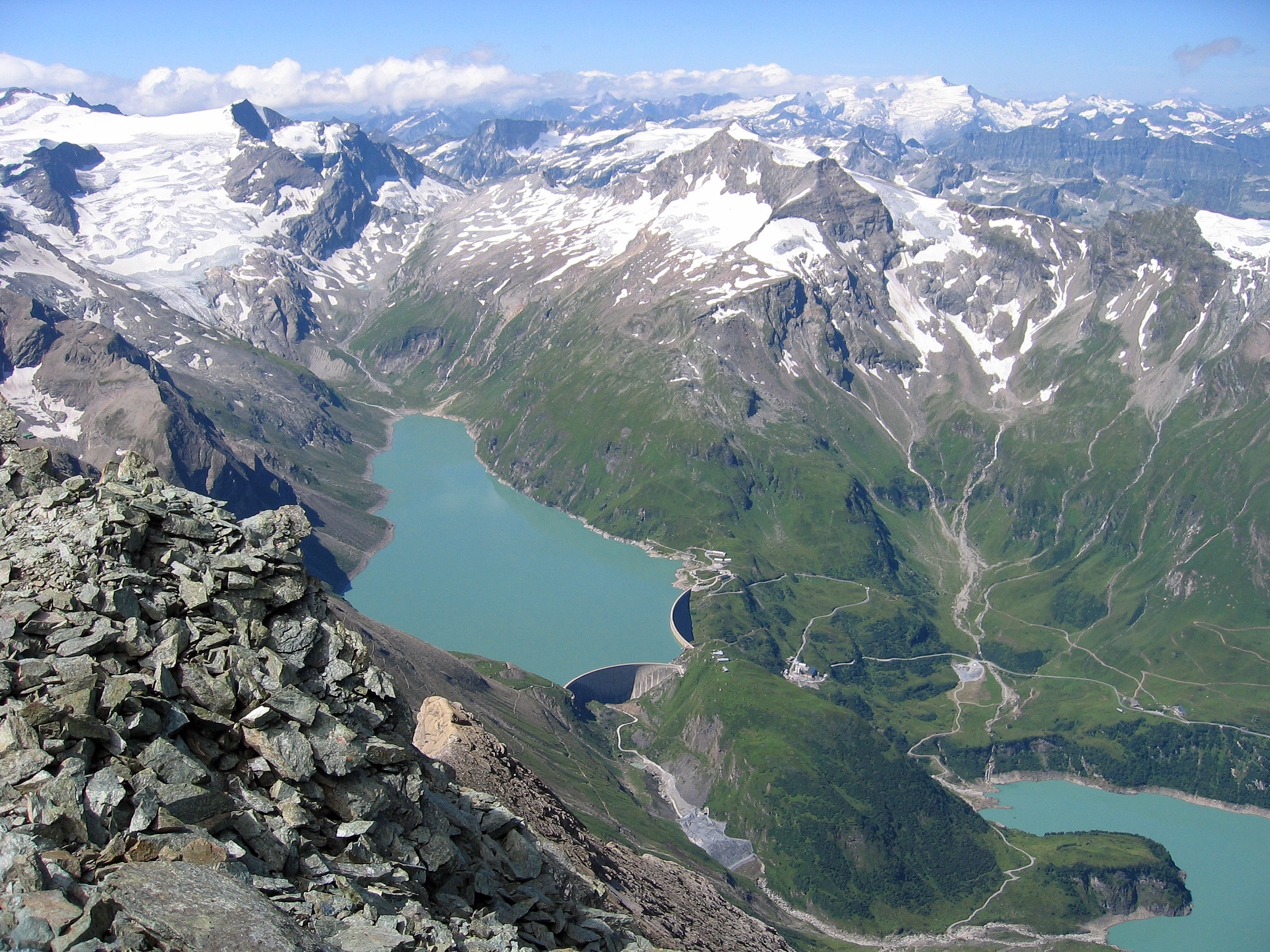
pohled na jezero Mooserboden